# Litostrov
Litostrov (deutsch Litostrow, auch Littostrow) ist eine Gemeinde in Tschechien. Sie liegt elf Kilometer südöstlich von Velká Bíteš und gehört zum Okres Brno-venkov.

## Geographie
Litostrov befindet sich in der Bobravská vrchovina auf einer Anhöhe zwischen den Tälern des Bílá voda und der Bobrava. Südöstlich erhebt sich der Velký Okrouhlík (454 m). Südlich befindet sich im Tal des Bílá voda die erloschene Ansiedlung Lhotka und im Osten die Wüstung Chroustov.
Nachbarorte sind Rudka im Norden, Domašov und Říčky im Nordosten, Říčany und Okrouhlík im Südosten, Zastávka, Mariánské Údolí und Zakřany im Süden, Příbram na Moravě im Südwesten, Zbraslav im Westen sowie Stanoviště, Příčnice, Zálesná Zhoř und Zhořský Dvůr im Nordwesten.

## Geschichte
Die erste schriftliche Erwähnung des Ortes erfolgte im Jahre 1376, als Peter Hecht von Rossitz die zwischen Zbraslav und Litostrov gelegenen Felder und Wiesen sowie den Wald Lhotka von Pešek von Ochoz kaufte. Georg von Podiebrad verpfändete die Herrschaft Rossitz an seinen Gefolgsmann, Herzog  Přemek von Teschen. Dieser verkaufte Rossitz einschließlich Litostrow 1464 an Hynko von Kukwitz. Litostrow gehörte seit dieser Zeit immer zur Herrschaft Rossitz. 1562 erlosch die Ansiedlung Lhotka. Während des Dreißigjährigen Krieges verödete das Dorf und im Hufenregister sind für Litostrow nur noch fünf bewirtschaftete Anwesen ausgewiesen. Chroustov liegt seit 1668 wüst. 1796 lebten in den 15 Häusern des Dorfes 126 Menschen. Auf der Wüstung Lhotka entstanden zwei Mühlen. Die Obere Mühle wurde 1830 abgebrochen und die Untere Mühle wurde zu einem Hegerhaus umgebaut. An der Stelle von Chroustov entstand ebenfalls eine Mühle.
Nach der Aufhebung der Patrimonialherrschaften bildete Litostrov ab 1850 einen Ortsteil der Gemeinde Rosice im Brünner Bezirk. Im Jahre 1903 wurde in Litostrov eine einklassige Dorfschule eingeweiht. 1920 wurde der Ort eigenständig und im Jahr darauf kam die Gemeinde zum Okres Brno-venkov. 1923 hatte das Dorf 187 Einwohner. Im Zuge der Bodenreform von 1925 fiel auch der Großgrundbesitz Rossitz-Eichhorn des Barons De Forest an den tschechoslowakischen Staat und wurde parzelliert. Im Jahre 1927 entstand die Straße von Rosice nach Domašov. 1933 wurde im Dorf ein Armenhaus eingerichtet. Im Jahre 1948 wurde die Gemeinde dem Okres Rosice zugeordnet. 1949 wurde der 1851 errichtete Glockenturm abgebrochen. Nach der Aufhebung des Okres Rosice kam Litostrov 1961 zum Okres Brno-venkov zurück. 1964 wurde ein neues Spritzenhaus eingeweiht. Die Schule wurde 1967 geschlossen. Im selben Jahre begann der Bau der Straße nach Zbraslav einschließlich der Brücke über das Bílá voda. Der Steinbruchbetrieb in Mariánské Údolí begann 1969. 1977 wurde Litostrov zusammen mit Rudka, Říčky und Javůrek an Domašov angeschlossen. 1990 entstand die Gemeinde Litostrov wieder.
Seit 2003 führt Litostrov ein Wappen und Banner. Es zeigt auf silbernem Hintergrund einen grünen entwurzelten Laubbaum und über dem Stamm einen roten Hecht.

## Gemeindegliederung
Für die Gemeinde Litostrov sind keine Ortsteile ausgewiesen.

## Sehenswürdigkeiten
- barockes Gedenkkreuz aus dem Jahre 1781
- Kapelle, im Jahre 2006 instand gesetzt
- Tal Chroustovské údolí der Bobrava, südöstlich des Dorfes
- Sandsteinkreuz im Mariental bei der erloschenen Ansiedlung Lhotka, aus dem Jahre 1769
- Steinkreuz an der Straße nach Rosice, errichtet 1769
- Reste der Feste Hradisko, auf einem Sporn über dem Mariental des Bílá voda